# Club Deportivo Marquense
Maillots
Dernière mise à jour : 20 août 2025.
Club Deportivo Marquense, également connu sous le nom de Marquense, est un club de football professionnel guatémaltèque fondé en 1958 et basé à San Marcos dans le Département de San Marcos.
Ils se font concurrence dans le Liga Nacional, depuis 2000. Ils jouent leurs matchs à domicile au Stade Marquesa de la Ensenada.

## Biographie
Le club a été fondé en 1958, et ont été promus à l'époque Liga Mayor "A" en 1962, reste dans le top division jusqu'en 1966, quand ils ont terminé derniers. Ils ont été relégués en descendant jusqu'à la deuxième division (troisième niveau dans le pays), avant d'obtenir la promotion à la Primera División de Ascenso dans les années 1990.
Après plus de trois décennies, la concurrence dans les divisions inférieures, l'équipe a été promu à la Liga Nacional en Mai 2000, et en 2004, ils ont atteint les demi-finales de l'Apertura tournoi.
En 2006, ils ont terminé deuxième dans le tournoi Clausura, leur meilleur résultat jamais atteint la finale mais il perd contre CSD Municipal.